# Thustra
Thustra es un planeta ficticio del universo La guerra de las galaxias, con diversa vegetación sobre un terreno algo árido. Sus habitantes, los sephi, eran una especie centenaria con aspecto élfico, arrugados, altos, humanoides y con unos ojos sin pupila de color negro.

## Características
En el universo de ficción de la obra, los sephi vivieron en paz por milenios dentro de la República galáctica edificando monumentales ciudades con jardines, palacios, casas bajas, rascacielos, estatuas, avenidas, arcos. Estos eran gobernados por un rey. En las Guerras Clon se separaron de la República sin dar motivo alguno. Pese a todo el senador, Navi, prosiguió en Coruscant alegando que la decisión de separarse había sido sólo del rey, Alaric.
Los Maestros Jedi Tyr (un gand) y Tyffix (un weequay) fueron enviados con sus padawans y un ejército clon al planeta.
Ambos fueron asesinados y Yoda, amigo del rey, viajó a tomar el mando y a negociar. Al final se descubrió una conspiración para hacer que la República causase bajas civiles que dañasen su reputación. El rey y el senador se habían unido a la Confederación de Sistemas Independientes.
Thustra fue evacuado con un padawan muerto y el propio rey sin vida. Las ciudades principales acabaron en llamas y el senador detenido. Thustra, no obstante, no reconoció abiertamente ser parte de la Confederación.
Posiblemente permaneciese neutral en la Guerra Civil Galáctica.
- Datos: Q5801146